# Eriya Kategaya

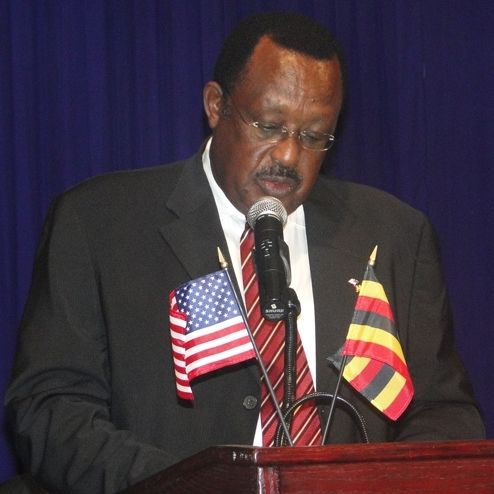
Eriya Kategaya

Eriya Kategaya (* 4. Juli 1945 in Kyamate, Distrikt Mbarara; † 2. März 2013 in Nairobi, Kenia) war ein ugandischer Anwalt und Politiker. Er war von Juli 1996 bis Juli 2001 Außenminister und von Juli 2001 bis Mai 2003 Innenminister des Landes.